# Salsa (genre)
Pour les articles homonymes, voir Salsa (homonymie).
Genre
Salsa est un genre d'araignées aranéomorphes de la famille des Araneidae.

## Distribution
Les espèces de ce genre se rencontrent en Océanie.

## Liste des espèces
Selon World Spider Catalog (version 23.0, 03/06/2022) :
- Salsa brisbanae (L. Koch, 1867)
- Salsa canalae (Berland, 1924)
- Salsa fuliginata (L. Koch, 1872)
- Salsa neneba Framenau & Castanheira, 2022
- Salsa recherchensis (Main, 1954)
- Salsa rueda Framenau & Castanheira, 2022
- Salsa tartara Framenau & Castanheira, 2022

## Systématique et taxinomie
Ce genre a été décrit par Framenau et Castanheira en 2022 dans les Araneidae.

## Publication originale
- Framenau & Castanheira, 2022 : « Revision of the new Australasian orb-weaving spider genus Salsa (Araneae, Araneidae). » ZooKeys, no 1102, p. 107-148 (texte intégral).